# Stercorarius maccormicki
El págalo antártico,  págalo austral, págalo sureño, págalo polar, escúa polar, skuá antartico o salteador polar (Stercorarius maccormicki) es una especie de ave de la familia Stercorariidae perteneciente al género Stercorarius.
Se distribuye por el hemisferio sur, sobre todo en sus regiones frías, incluyendo las islas subantárticas.
En ocasiones se le incluye como miembro del género Catharacta, y también a veces se le considera una subespecie de Stercorarius skua.